# Cantonul L'Escarène
Cantonul L'Escarène este un canton din arondismentul Nice, departamentul Alpes-Maritimes, regiunea Provence-Alpes-Côte d'Azur, Franța.

## Comune
- Blausasc
- L'Escarène (reședință)
- Lucéram
- Peille
- Peillon
- Touët-de-l'Escarène